# Dobra (gmina w województwie wielkopolskim)
Dobra – gmina miejsko-wiejska w województwie wielkopolskim, w powiecie tureckim. W latach 1975–1998 gmina położona była w województwie konińskim.
Siedziba władz gminy to miasto Dobra.
Według danych z 3 marca 2008 gminę zamieszkiwały 6449 osoby.

## Struktura powierzchni
Według danych z roku 2002 gmina Dobra ma obszar 131,79 km², w tym:
- użytki rolne: 70%
- użytki leśne: 18%

Gmina stanowi 14,18% powierzchni powiatu.

## Demografia

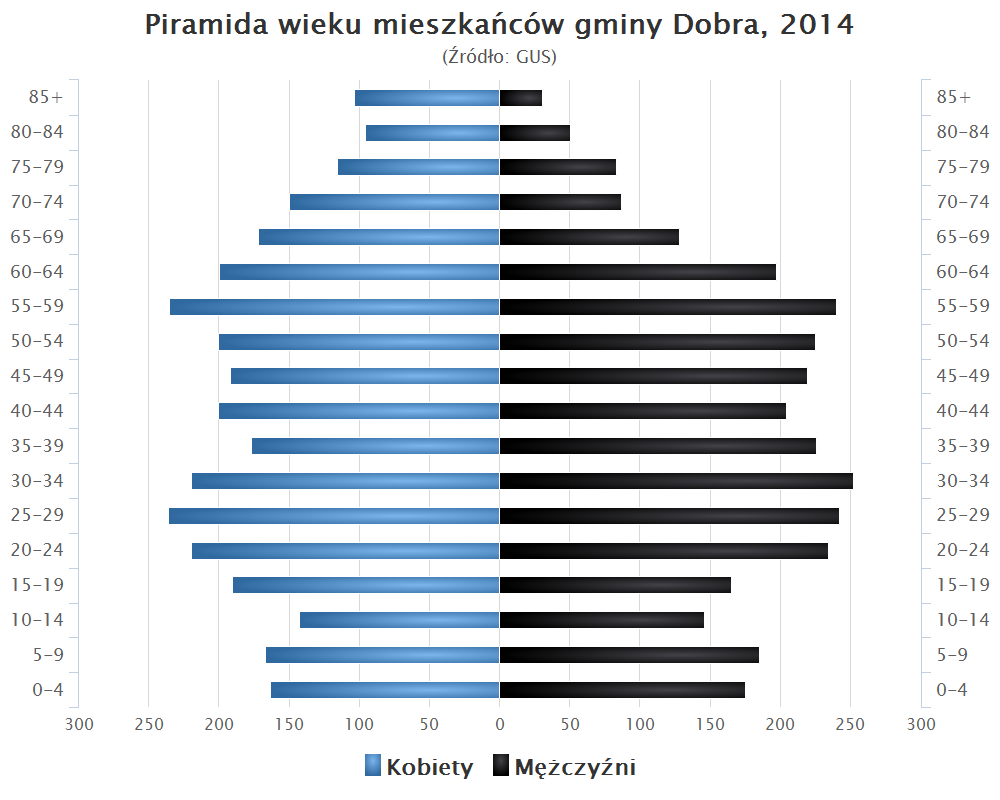
Piramida wieku mieszkańców gminy Dobra w 2014 roku

Dane z 30 czerwca 2004:
| Opis                              | Ogółem | Ogółem | Kobiety | Kobiety | Mężczyźni | Mężczyźni |
| --------------------------------- | ------ | ------ | ------- | ------- | --------- | --------- |
| jednostka                         | osób   | %      | osób    | %       | osób      | %         |
| populacja                         | 6404   | 100    | 3266    | 51      | 3138      | 49        |
| gęstość zaludnienia (mieszk./km²) | 48,6   | 48,6   | 24,8    | 24,8    | 23,8      | 23,8      |

## Sąsiednie gminy
Goszczanów, Kawęczyn, Pęczniew, Poddębice, Przykona, Turek, Uniejów, Warta